# Natalino Gatti
Natalino Gatti (ur. 24 grudnia 1939 w Castelfranco Emilia) – włoski polityk i przedsiębiorca, poseł do Izby Deputowanych VII i VIII kadencji, poseł do Parlamentu Europejskiego.

## Życiorys
Kształcił się w zakresie rolnictwa. Zawodowo zajął się kierowaniem przedsiębiorstwem. Zaangażował się w działalność polityczną w ramach Włoskiej Partii Komunistycznej. W latach 1976–1983 z jej ramienia zasiadał w Izbie Deputowanych VII i VIII kadencji. W 1984 wybrano go posłem do Parlamentu Europejskiego. Przystąpił do Grupy Sojuszu Komunistycznego, należał m.in. do Komisji ds. Kontroli Budżetu.